# Essad Pascha Toptani
Essad pascha Toptani, född 1863 i Tirana i Albanien, mördad 13 juni 1920 i Paris i Frankrike, var en albansk militär och politiker. Han tillhörde den i trakten kring Kruja och Tirana sedan länge inflytelserika släkten Toptani.

## Karriär till och med balkankrigen
Toptani enrollerades tidigt i osmanska armén och senare i gendarmeriet, var många år gendarmeribefälhavare i Ioánnina (då Janina) och stod högt i gunst hos sultan Abd-ul-hamid II. Toptani utnämndes till brigadgeneral och 1895 till kommendant i Janina och erhöll 1897 titeln pascha. 
En tid före 1908 års statsomvälvning trädde han i hemlig förbindelse med ungturkarna, var därpå efter statsomvälvningen deputerad i det osmanska parlamentet för en albansk valkrets, men bröt snart med ungturkarna på grund av deras motstånd mot de albanska autonomisträvandena. Dock samlade han efter första balkankrigets utbrott 1912 en albansk friskara till förstärkning åt den osmanska garnisonen i Shkodra och deltog i stadens försvar mot montenegrinerna. Försvarets ledare, general Hassan Riza, lönnmördades i januari 1913 på hemväg från ett gästabud hos Toptani. Denne, som nu blev ensam befälhavare i Shkodra, misstänktes allmänt för att i förrädiskt syfte ha låtit undanröja den rikstrogne turken. Det är troligt att Toptani ingick hemliga avtal med montenegriner och serber i syfte att med deras bistånd kunna etablera sig som härskare över Albanien. Som befälhavare för Shkodra kapitulerade han den 22 april för montenegrinerna mot rätt för garnisonen att fritt avtåga och fick av kronprins Danilo vid dennes intåg i staden 26 april demonstrativa hedersbetygelser. 
Då stormakterna i maj tvingade montenegrinerna att lämna Shkodra, ställde sig Toptani i spetsen för en motregering i Durrës mot den i Vlora upprättade albanska nationalregeringen. Han ansträngde sig att ha goda relationer med stormakterna och anförde den albanska notabeldeputation som i februari 1914 erbjöd prins Vilhelm av Wied Albaniens tron. Vid dennes ankomst till Durrës (den 7 mars samma år) blev Toptani som krigs- och inrikesminister den nya regeringens ledande man. Redan den 19 maj störtades han emellertid, starkt misstänkt för hemligt samförstånd med en upprorsrörelse mot fursten som uppstått i Tirana. Toptani tvingades då i landsflykt till Italien.

## Första världskriget till slutet
När prins Vilhelm kort efter första världskrigets utbrott lämnade Albanien (i september samma år), återkom Toptani och utsågs den 5 oktober till president i en provisorisk regering, som dock endast behärskade en del av landet. Toptani hjälpte senare serberna vid deras återtåg över albanskt område november-december 1915 och försvarade med albanska och serbiska trupper, stödda av några italienska bataljoner i februari 1916 Durrës mot en del av Hermann Kövess von Kövessházas österrikiska armé. 
Slagen av österrikarna öster om Durrës (8-10 februari), som därefter av dem intogs 26 februari, lämnade Toptani Albanien, dömdes i Konstantinopel som förrädisk osmansk general till döden in contumaciam, men slog sig efter ett besök i Paris ned i Thessaloníki under fransk-engelskt skydd. Han organiserade där en liten "albansk armé", som insattes på orientarméns front väster om Ochridasjön och under ställningskriget 1917 med framgång höll en del av denna front. Toptanis strävanden att bli Albaniens kung motarbetades ivrigt av italienska regeringen, som vid de allierades återerövring av Albanien hösten 1918 förbjöd Toptani att återvända dit. 
Han vistades senare mest i Paris som ledare för en albansk propagandakommitté, försökte förgäves förmå fredskonferensen att ta upp frågan om Albanien till avgörande och verkade i pressen mot det italienska inflytandet och för sina egna aspirationer. Toptani mördades av en ung albansk lärare, Avni Rrustemi, som påstod sig ha skjutit den själviske och hänsynslöse maktsträvaren i impulsiv harm över den skada denne åsamkat Albanien. Den franska juryn frikände läraren i november 1920.